# Cugand
Cugand (en patois: Tchugan) là một xã ở tỉnh Vendée trong vùng Pays de la Loire, Pháp. Xã này có diện tích 13,47 km², dân số năm 2006 là 3141 người. Xã này nằm ở khu vực có độ cao trung bình 51 mét trên mực nước biển.

## Biến động dân số
| Năm | 1806 | 1820 | 1831 | 1841 | 1851 | 1861 | 1872 | 1876 | 1881 | 1886 | 1891 | 1896 | 1901 | 1906 | 1911 | 1921 | 1926 | 1931 | 1936 | 1946 | 1954 | 1962 | 1968 | 1975 | 1982 | 1990 | 1999 | 2006 |
| --- | ---- | ---- | ---- | ---- | ---- | ---- | ---- | ---- | ---- | ---- | ---- | ---- | ---- | ---- | ---- | ---- | ---- | ---- | ---- | ---- | ---- | ---- | ---- | ---- | ---- | ---- | ---- | ---- |
| Dân số | 1689 | 1828 | 1943 | 2190 | 2246 | 2295 | 1996 | 2058 | 2044 | 2147 | 2149 | 2186 | 2273 | 2243 | 2290 | 2081 | 2169 | 2055 | 1860 | 1846 | 1907 | 2110 | 2199 | 2425 | 2525 | 2627 | 2776 | 3171 |
| From the year 1962 on: No double counting—residents of multiple communes (e.g. students and military personnel) are counted only once. |      |      |      |      |      |      |      |      |      |      |      |      |      |      |      |      |      |      |      |      |      |      |      |      |      |      |      |      |

<br:>